# Xã Bessemer, Michigan
Xã Bessemer (tiếng Anh: Bessemer Township) là một xã thuộc quận Gogebic, tiểu bang Michigan, Hoa Kỳ. Năm 2010, dân số của xã này là 1.176 người.